# Telimenella
Telimenella — рід грибів родини Phyllachoraceae. Назва вперше опублікована 1940 року.

## Класифікація
Згідно з базою MycoBank до роду Telimenella відносять 3 офіційно визнані види:
- Telimenella gangraena
- Telimenella persica
- Telimenella phacidioidea

## Розповсюдження
Telimenella розповсюджена в Європі та Азії. Зокрема  Telimenella gangraena  було знайдено в Узбекистані, Великій Британії, Швеції та Норвегії.